# Sypitki (przystanek kolejowy)
Sypitki – przystanek osobowy oraz zlikwidowana ładownia w Sypitkach w województwie warmińsko-mazurskim w Polsce. Obiekt położony jest w środku wsi tuż obok przejazdu kolejowo-drogowego kat. D w km. 15,147. Przystanek jest ostatnim czynnym punktem eksploatacyjnym Ełckiej Kolei Wąskotorowej. Oprócz obsługi ruchu pasażerskiego na przystanku realizowane są cykliczne wydarzenia kulturalne Pociąg do kultury, w ramach których odbywają się m.in. koncerty.

## Historia
Naprzeciw przystanku wybudowano kolejowy dom mieszkalny dla dwóch rodzin. Natomiast przy przystanku przez kilkadziesiąt lat (do 2018 roku) jedynym budynkiem był niewielki magazynek z wiatą dla pasażerów. Wsiadanie i wysiadanie osób odbywało się bezpośrednio z międzytorza. Dopiero po 2002 roku wybudowano toalety, wiatę z grillem, ogrodzenie, elementy małej infrastruktury. Pod koniec 2018 roku w ramach pierwszego etapu prac wybudowany został peron przy torze głównym dodatkowym, nowe ogrodzenie, zasadzono żywopłot.
Przy przystanku stoją normalnotorowe wagony gospodarcze, w których urządzone były wczasy wagonowe PKP.

## Most
Tuż za przystankiem w km 15,217 znajduje się most kratownicowy.

## Galeria

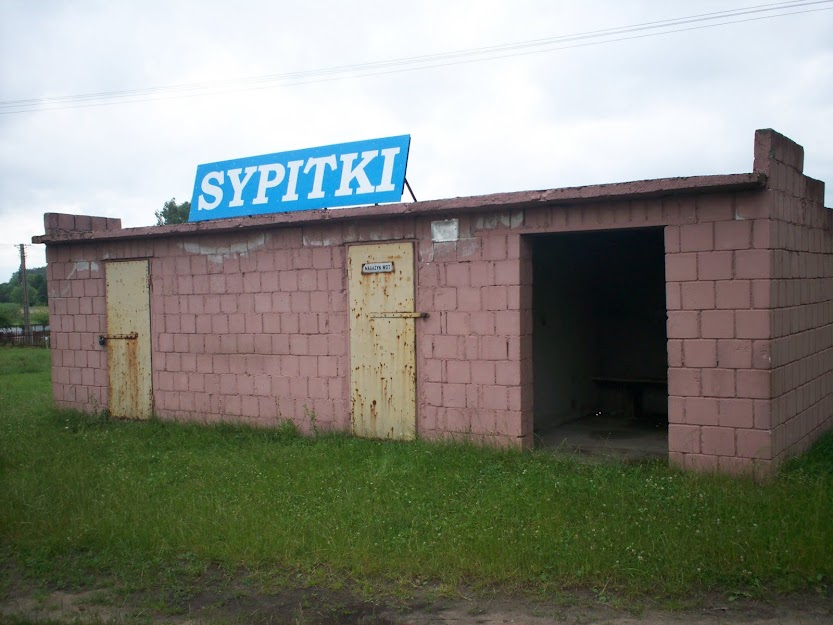
Budynek przez kilkadziesiąt lat służył jako poczekalnia dla podróżnych i jako magazynek dla pracowników kolei. Między wiatą a drzwiami magazynku widoczna ramka w której umieszczano rozkłady jazdy pociągów.
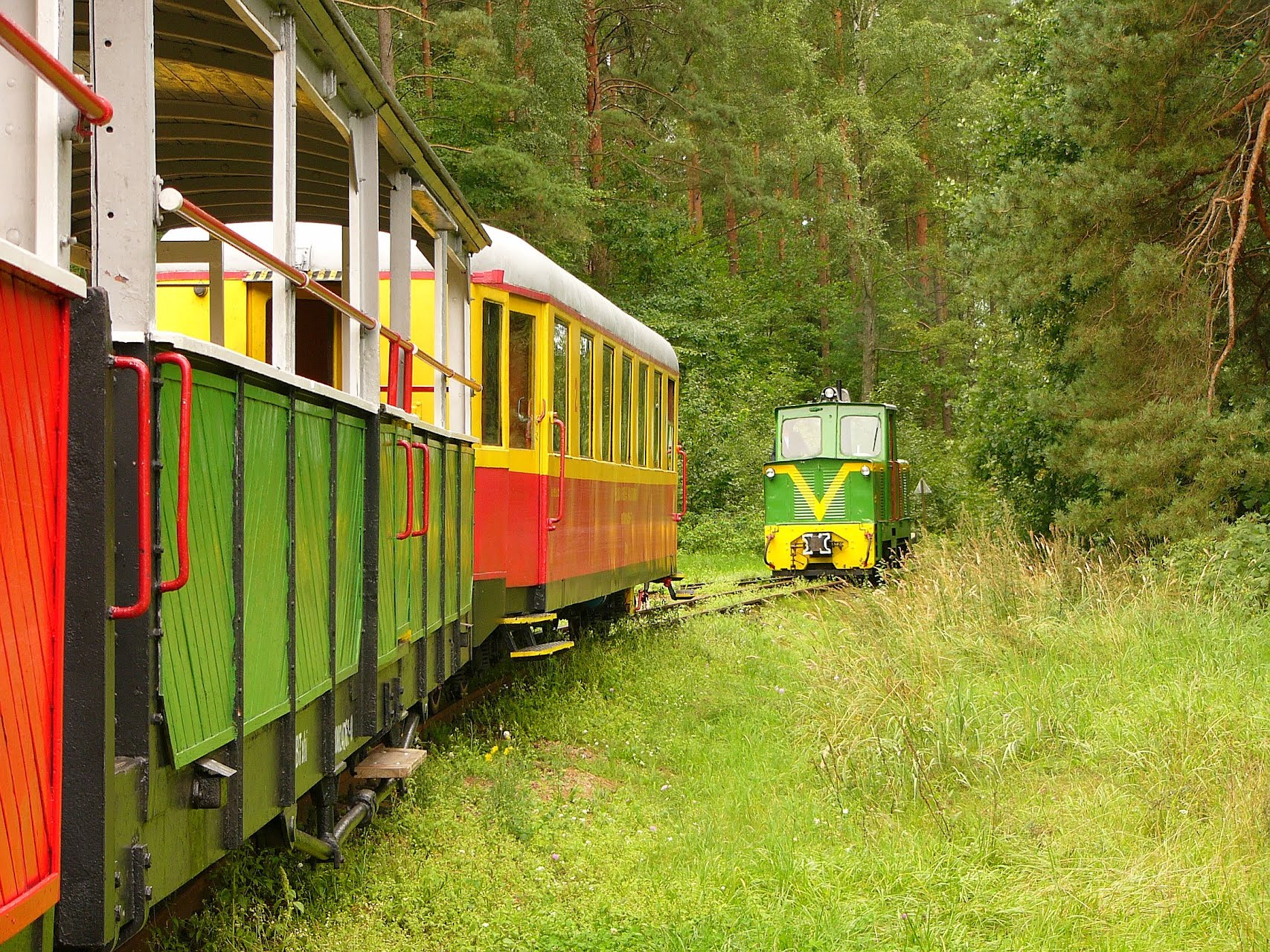
Manewry
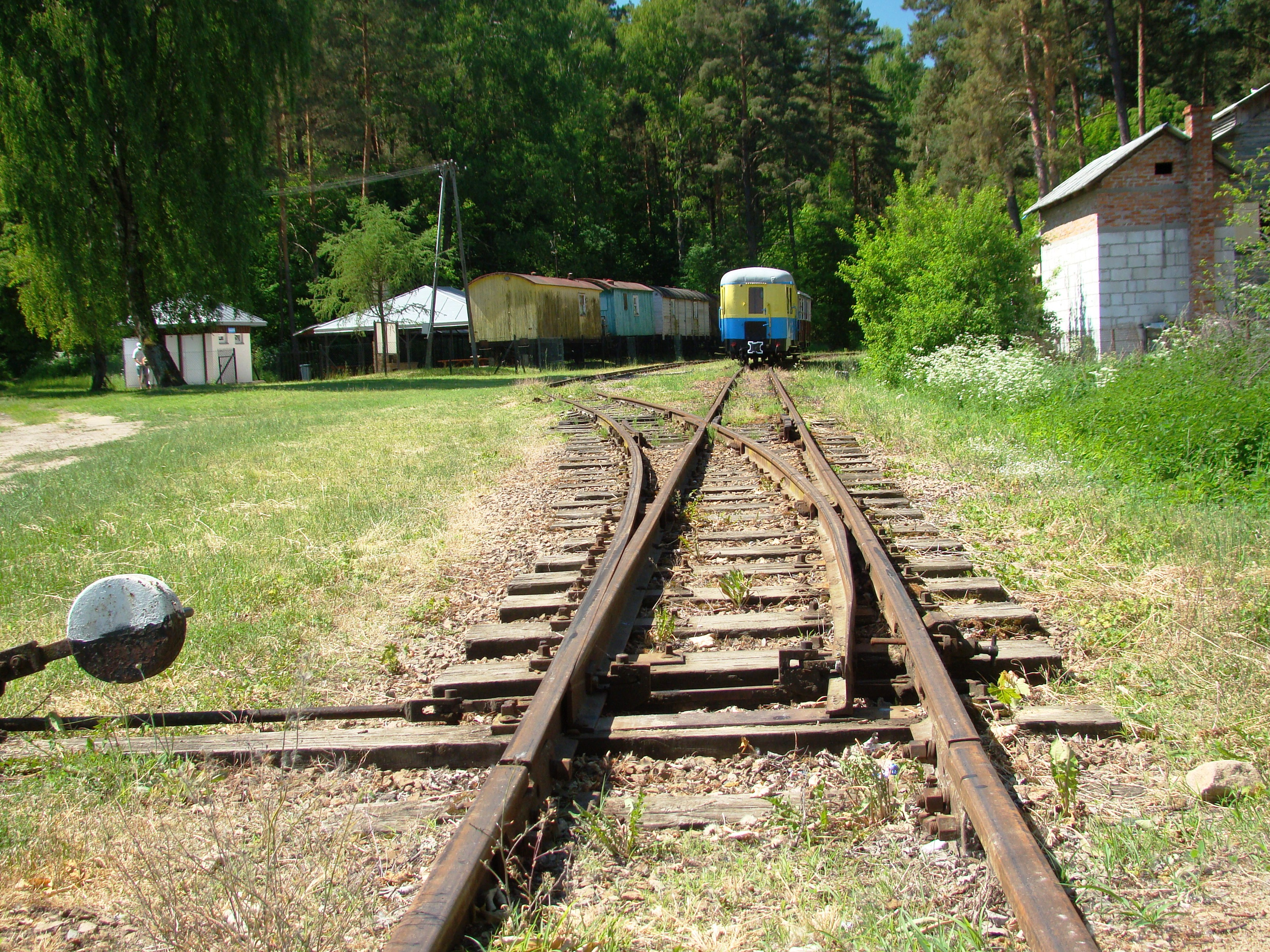
Widok ogólny na przystanek Sypitki.
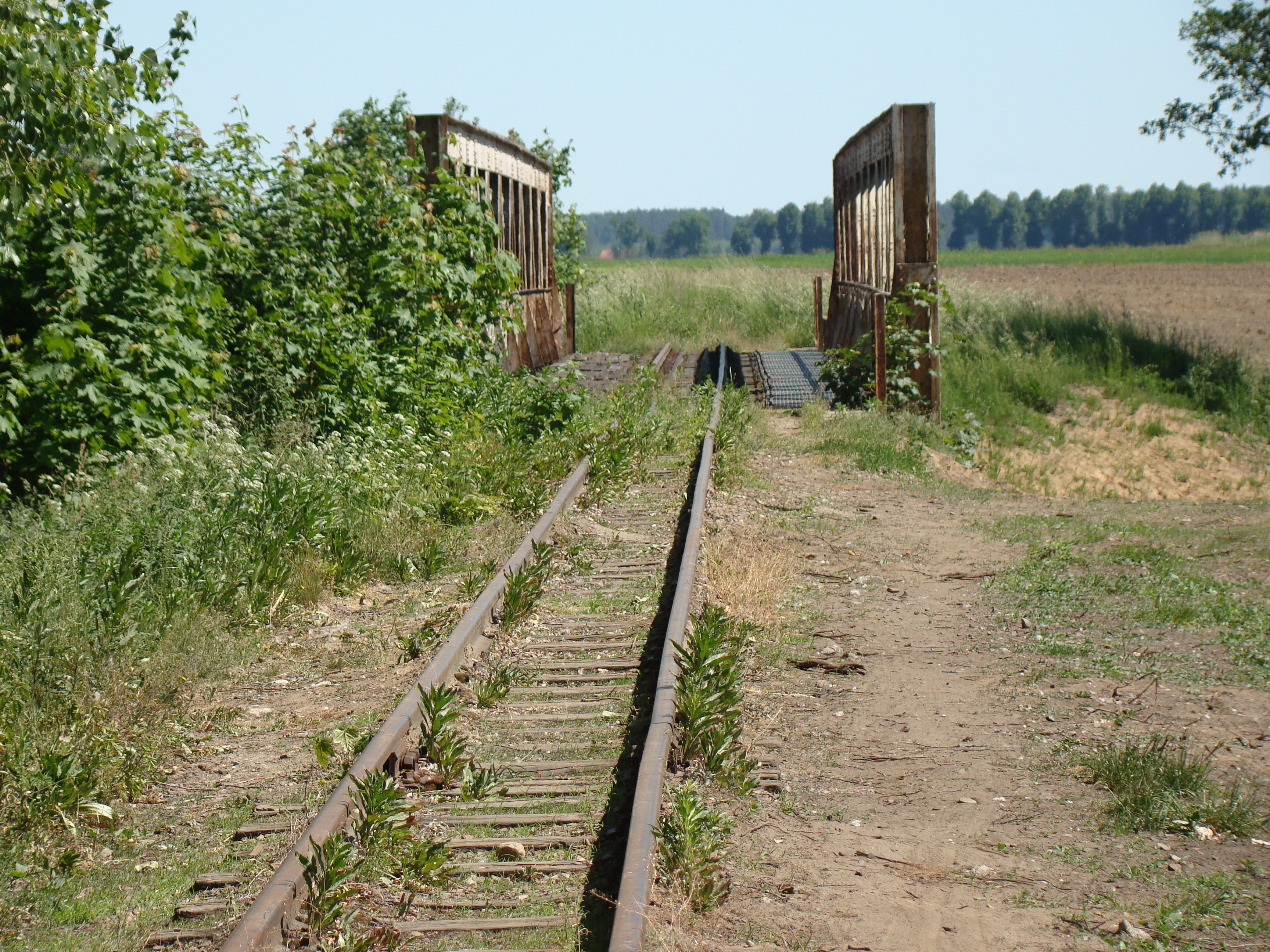
Most nad rzeką Małkiń.